# Bridget Hall
Bridget Hall (12 de dezembro de 1977, Springdale, Arkansas) é uma modelo americana.
Começou por ser agenciada pela Ford Models; é uma das estrelas da IMG tendo aparecido em revistas como Vogue, Harper's Bazaar, Elle e Allure.
Faz regularmente desfiles em Nova Iorque, Paris e Milão. Fez vários trabalhos publicitários para Pepsi, Guess?, Pepe Jeans, Chanel, Fendi, Lanvin, Genny, Ralph Lauren, Safari, Maybelline, Clinique, Gucci, Versace, Valentino e Anne Klein.
Ilustrou as páginas da conceituada revista Sports Illustrated Swimsuit Issue de 2002 a 2006.